# Jardines de las Delicias (Sevilla)
Los jardines de las Delicias son una zona verde de Sevilla (Andalucía, España), ubicada en el paseo de las Delicias frente al parque de María Luisa y colindante con el muelle de las Delicias.

## Historia
La primera urbanización de esa zona como espacio de recreo data del siglo XVIII, con el asistente Pablo de Olavide y con la labor del asistente José Ávalos. En un primer momento eran conocidos como jardines de la Bella Flor, porque en esa zona había un camino ajardinado que conducía a un molino llamado así.
A comienzos siglo XIX el asistente José Manuel Arjona diseñó los jardines de esta forma y los renombró como jardines de las Delicias. El director de su construcción fue Claudio Boutelou.
El año 1825 se produjo el cambio más importante en el parque, añadiéndosele el toque romántico que aún pervive. También se acondicionó con unos riegos muy novedosos para la época al tratarse de una máquina de vapor bombeando agua. Quedó finalizado en 1830.
En 1864 se incorporaron algunas obras escultóricas que estaban en la Plaza del Museo y que provenían del palacio arzobispal de Umbrete tras el incendio sufrido en 1762. Se trataba de obras de arte de estilo rococó italiano, clasicista y de temática pagana, que fueron colocadas sobre pedestales de estilo rococó.
En 1873 el Establecimiento de Arboricultura de F. Robillard de Valencia ofreció al Ayuntamiento cambiar los naranjos de la zona por árboles ornamentales.
Próximos al año 1929 se acordó remodelarlo para incorporarlo a la Exposición Iberoamericana que se celebraría en la ciudad.
En el año 2004 fue declarado Bien de Interés Cultural dentro de la categoría de Jardín Histórico.

## Descripción

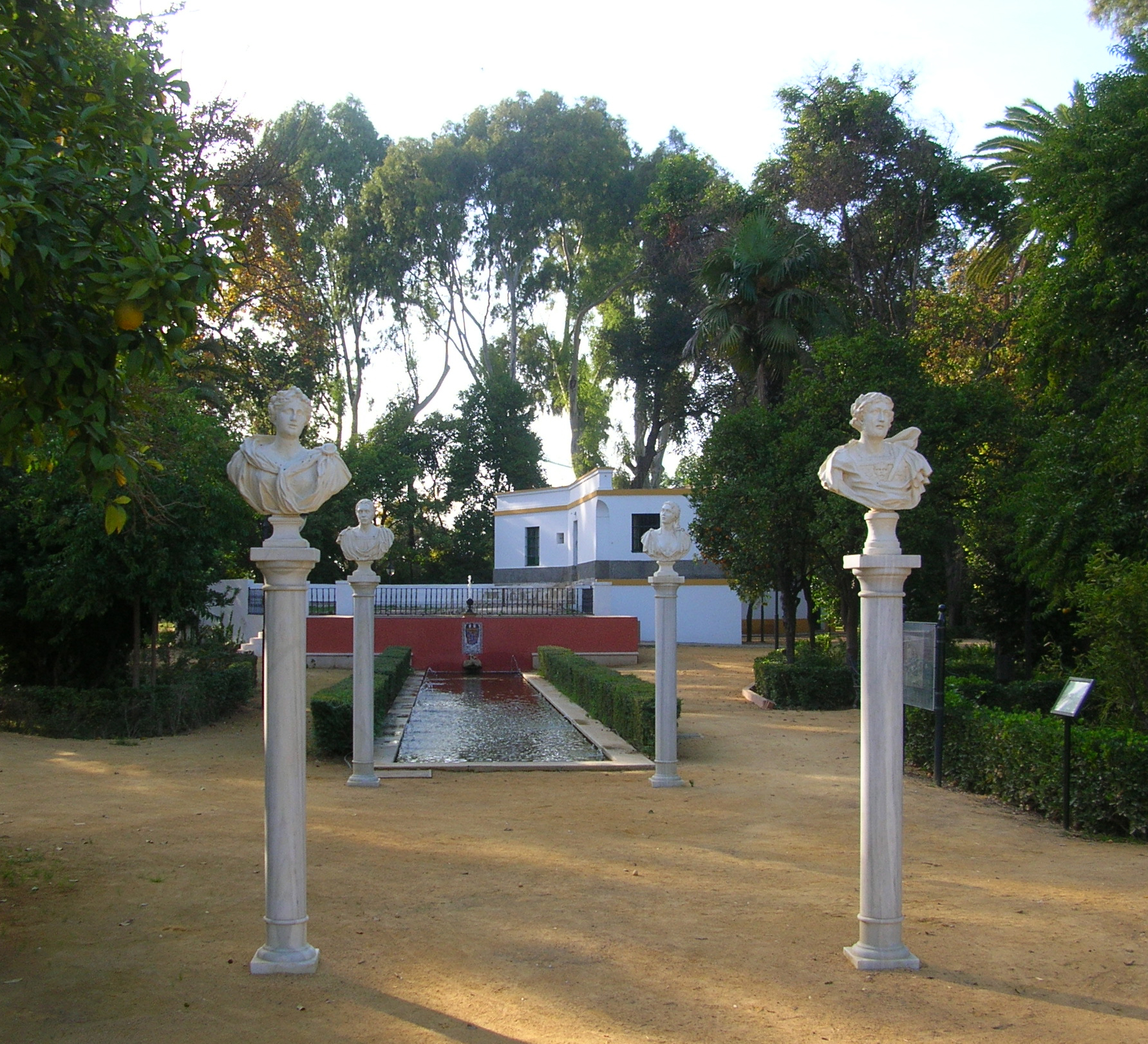
Esculturas en los jardines.

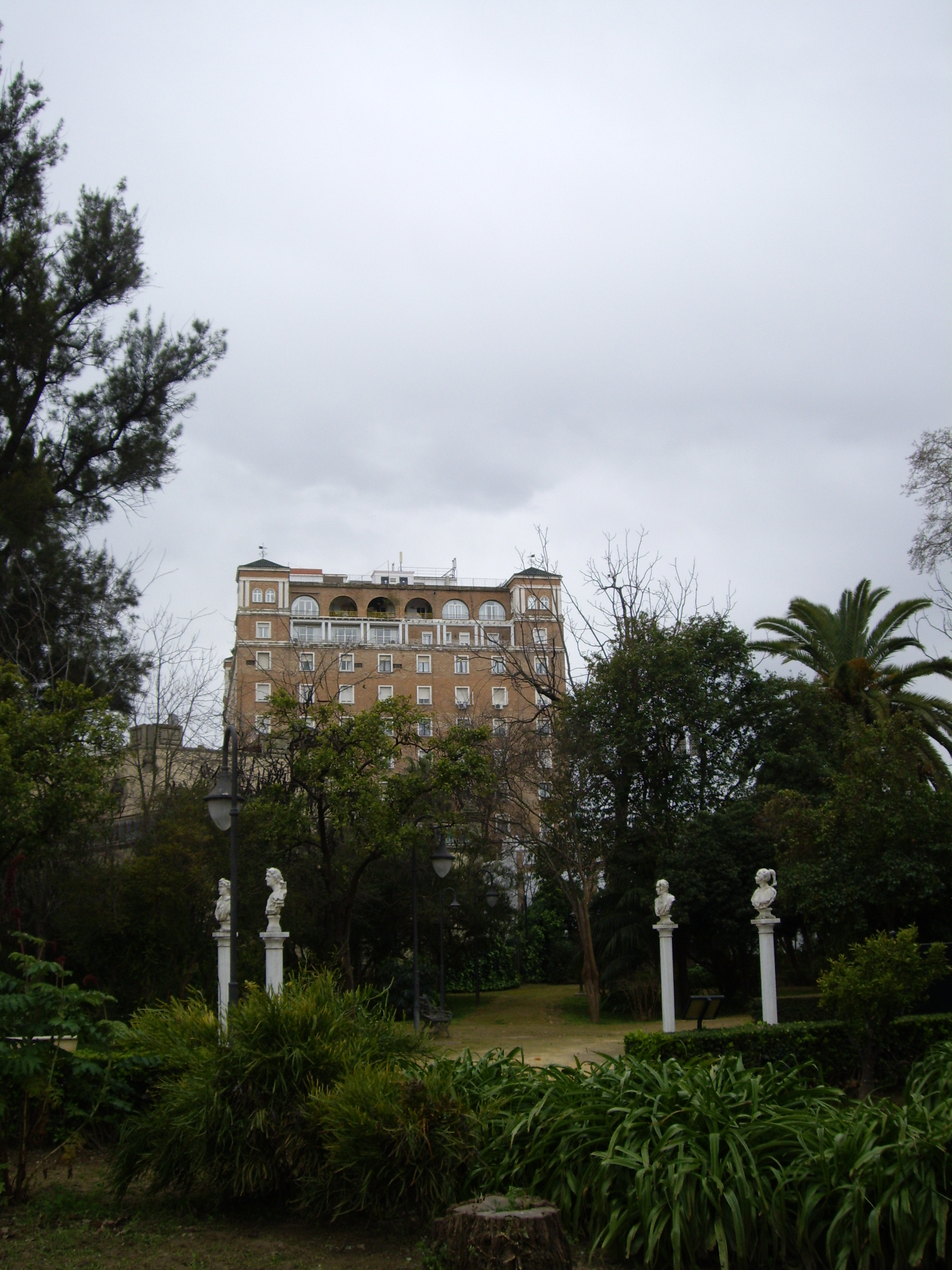
El edificio El Cano desde los jardines. Se trata de un bloque de viviendas de 1953.

De este a oeste, los jardines de las Delicias se ordenan con la siguiente secuencia: una franja extendida de forma paralela al paseo de las Delicias, donde se encuentra la trama de mayor carácter romántico, efecto conseguido mediante la ordenación de los circuitos en torno a glorietas de planta circular comunicadas por senderos de recorrido recto o curvo.
En ellas se conservan fuentes o pedestales con esculturas que dan al conjunto un buscado carácter escénico. La primera de ellas, dedicada a Venus, presenta una escultura central sobre alto pedestal; la segunda, a Urania, también se compone de escultura central sobre pedestal; y en la tercera, se encuentra una fuente central con escultura de un niño jugando con una caracola. Pasado el paseo del Líbano hay tres glorietas más en el flanco cercano a la paseo de las Delcias, mientras que en el contrario hay solamente dos. De aquellas, una se dedica una al pintor Joaquín Sorolla (colocada en 1824 por el Ateneo sevillano) y otra al dios Pan. De las segundas, la primera es de planta cuadrada, en la que existe una grada decorada con pedestales y esculturas en las esquinas, uniéndose a otra de planta circular. Por último encontramos un espacio ordenado en torno a un estanque central de planta rectangular.
La zona situada en el sector trasero al descrito, extendida hasta el límite oeste del jardín, presenta amplias praderas de césped en la que se encuentran tres glorietas y una ordenación muy clara compuesta por senderos de tierra. Esta área pertenecía al espacio en el que se encontraba el antiguo macetero, razón por la cual presenta una ordenación muy diferenciada al resto del jardín, al ser la más reciente en el proceso de incorporación en las remodelaciones de todas las áreas ajardinadas que lo componen y por no haberse planteado una ordenación de carácter simétrico.
Como zonas reformadas por la implantación de algunos de los pabellones de la Exposición Iberoamericana de 1929, quedan por describir los extremos sur y norte del propio jardín. En el primero se ubicaron los de Marruecos y Colombia, conservando, en torno a ellos, el carácter de zona ajardinada en la que se plantearon construcciones dispersas y exentas. En el sector contrario, la principal alteración del jardín se llevó a cabo como consecuencia de la construcción del pabellón de Argentina. Esta edificación de gran desarrollo en planta, alteró el espacio que se encuentra a su alrededor principalmente en la parte anterior a la fachada principal, ante la cual se diseña un acceso para el tráfico rodado a modo de apeadero que deriva desde la avenida de la Palmera, similar al planteado en la acera frontera, coincidiendo con una de las entradas del parque de María Luisa. Más próximo al vértice del jardín por el extremo norte se encuentra el pabellón de Guatemala, y seguidamente, una pequeña glorieta.
En la actualidad, y abarcando la totalidad de la planta de lo considerado como jardín de carácter histórico, los jardines de las Delicias representan para el sector de la ciudad en la que se ubica, una importante área ajardinada que cuenta con interesantes especies botánicas y otros elementos de mobiliario urbano original del momento de su diseño. Aunque separado del extenso parque de María Luisa por la avenida de la Palmera, conecta con este sector de gran densidad de zonas verdes de interés patrimonial de la ciudad, con el cual y a pesar de las diferentes razones que los crearon, se ejerció una unión en la que la implantación de algunos de los pabellones de la Exposición Iberoamericana de 1929 otorgó un cierto carácter unitario.
Al oeste de los jardines, en una parte de césped, está la estatua de la Dama Ibérica y dos hombres recostados. Son parte de una fuente de la Exposición Iberoamericana de 1929, obra de Manuel Sánchez Cid, que fue colocada en la Plaza de los Conquistadores de la muestra. Los dos hombres son una alegoría del río Guadalquivir de Andalucía y del río Magdalena de Colombia respectivamente, que estaban colocados sobre dos fuentes donde caía agua hacia una gran pila, alegoría del océano Atlántico, con la Dama Ibérica presidiendo todo el conjunto.
Próximo a los jardines puede verse el edificio El Cano, de los años 50, que es un bloque residencial de ladrillo visto con cuatro torreones en sus esquinas.